# Pero gammaria
Pero gammaria är en fjärilsart som beskrevs av Heinrich Benno Möschler 1882. Pero gammaria ingår i släktet Pero och familjen mätare. Inga underarter finns listade i Catalogue of Life.